# Station Nędza Wąskotorowa
Station Nędza Wąskotorowa is een spoorwegstation in de Poolse plaats Nędza.